# یوهان شارونین
یوهان شارونین (انگلیسی: Yevhen Sharonin؛ زادهٔ ۹ سپتامبر ۱۹۷۱) ورزشکار روئینگ اهل اوکراین است.

## حرفه
وی همچنین از قایقرانان روئینگ بازی‌های المپیک تابستانی ۱۹۹۶ بوده‌است.